# Csák Elemér
Csák Elemér, eredeti neve: Szucsák Elemér (Kassa, 1944. május 20. – 2025. június 1. vagy előtte) magyar újságíró, rádió- és tévériporter, külföldi tudósító, műsorvezető, oktató.

## Életpályája
Szülei Szucsák Elemér és Bandzsala Éva.
1962–1967 között a Moszkvai Állami Egyetem történelem-régészet szakán tanult. 1967–1968 között a MÚOSZ Újságíró Iskola diákja volt.
1967–1990 között a Magyar Rádió riportere, szerkesztője. 1973–1979 között moszkvai tudósító. 1979–1983 között a 168 Óra című politikai magazin felelős szerkesztője. 1983-tól öt évig New Yorkban volt tudósító. 1988–1991 között rádiós főmunkatárs, illetve diplomáciai tudósító. 
1990–1993 között a Magyar Televízió Híradójának külpolitikai rovatvezetője és megbízott főszerkesztője. 1993–1994 között az Expo '96 Világkiállítási kommunikációs és PR-igazgatója. 1994–1995 között a Magyar Televízió hír-főszerkesztőségének vezetője. 1995-ben a Miniszterelnöki Hivatal Sajtóosztályának vezetője és helyettes államtitkára. 1995 óta a Tamarapress kommunikációs és pr-ügynökség vezetője. 1995–2003 között az Europress főszerkesztő-helyettese. 2003–2004 között a Reggel című lap külföldi vezetőségének szerkesztőjeként dolgozott. 2005–2007 között az Axel Springer AG szerkesztője és szerzője, 2007–2009 között az ügynökség pályázati irodájának vezetője. 2010 óta a Számalk SZKI felmérések szerinti legkedveltebb tanára.

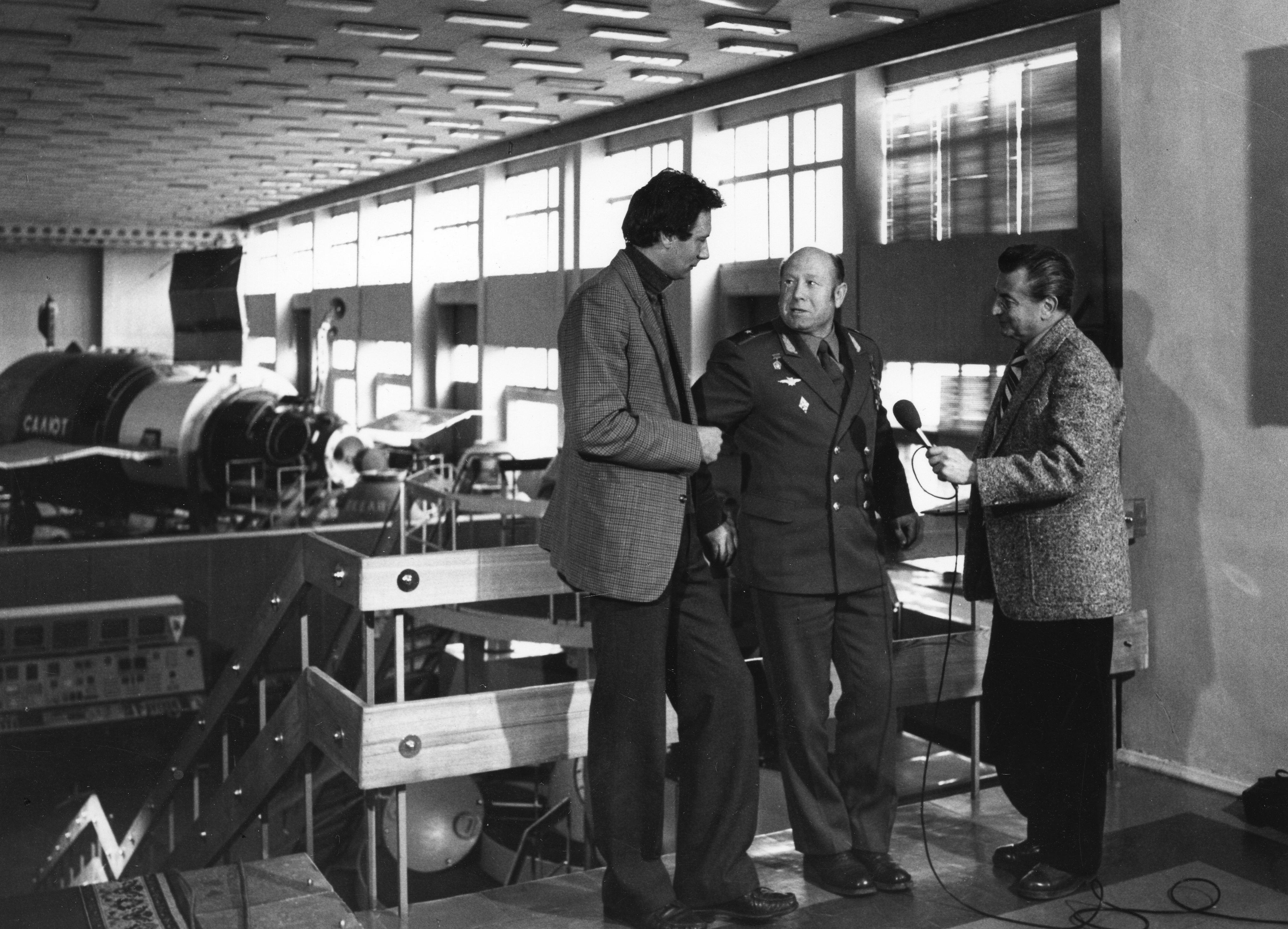
Csák Elemér moszkvai tudósító, Alekszej Arhipovics Leonov űrhajós, Vértessy Sándor riporter

## Művei
- BAM. Út Szibéria kincseihez (1977)
- Az élet rendkívüli esemény (tudósportrék, 1978)
- Szovjetunió (nagyútikönyv, 1979)
- Foglalkozása űrhajós (1980)
- Jenyiszej-ország (1982)
- A jégfüggöny lehull (Kulcsár Istvánnal, 1990)
- Osztriga – késsel (1995)